# Horgues

Horgues este o comună în departamentul Hautes-Pyrénées din sudul Franței. În 2009 avea o populație de 1.075 de locuitori.

## Evoluția populației
| An        | 1975 | 1982 | 1990 | 1999 | 2006  | 2009  |
| --------- | ---- | ---- | ---- | ---- | ----- | ----- |
| Populație | 453  | 637  | 878  | 975  | 1.083 | 1.075 |